# 폴 웰러
폴 웰러(Paul Weller)는 1958년 5월 25일에 태어난 영국의 싱어송라이터이다.

## 출연 작품

### 영화
- 2024년 런던 공습 - 제럴드 역